# 富士吉田市立吉田中学校
富士吉田市立吉田中学校（ふじよしだしりつ よしだちゅうがっこう）は、山梨県富士吉田市にある公立中学校。標高818mに位置する。

## 沿革
- 1947年（昭和22年） - 福地村立上吉田中学校として開校。
- 1951年（昭和26年）3月20日 - 町村合併・市制施行により、富士吉田市立吉田中学校と改称。
- 1996年（平成8年） - 創立50周年を記念し、全校での富士登山を開始。

## 周辺
- 金鳥居 - 北口本宮冨士浅間神社の鳥居
- 山梨県富士吉田合同庁舎
- 富士吉田郵便局
- 間堀川 - 西側を北流。当校に因む「中学校橋」もある。

## アクセス
- 富士急行線 富士山駅から南東へ600m。

## 著名な出身者
- 米満達弘[1] - 元レスリング選手・現指導者（自衛隊体育学校）[2]。ロンドンオリンピックレスリング男子フリースタイル66kg級金メダリスト[2]。